# Port Lockroy
Port Lockroy ist ein Naturhafen vor der Antarktischen Halbinsel. Er liegt zwischen dem Flag Point und dem Lécuyer Point an der Westküste der Wiencke-Insel im Palmer-Archipel westlich des Grahamlands. Vom Vereinigten Königreich wird er als Teil des Britischen Antarktisterritoriums angesehen.  
Teilnehmer der Vierten Französischen Antarktisexpedition (1903–1905) unter der Leitung des Polarforschers Jean-Baptiste Charcot entdeckten ihn am 19. Februar 1904. Charcot benannte ihn nach dem französischen Politiker Édouard Lockroy (1840–1913), Vizepräsident der Abgeordnetenkammer, der dabei half, die Unterstützung der französischen Regierung für die Expedition zu gewinnen. 
Der Naturhafen diente später dem Walfang und für britische Militäroperationen im Zweiten Weltkrieg, etwa für die Operation Tabarin. Bis 1962 war die Goudier-Insel Standort einer danach aufgegebenen britischen Forschungsstation (Station A). 1996 wurde diese renoviert, dient heute als Museum und beherbergt ein vom United Kingdom Antarctic Heritage Trust betriebenes Postamt. Das Postamt, das als südlichstes der Erde gilt, kann seine Sendungen nicht über den mit 1000 km Entfernung nächstgelegenen Hafen Ushuaia in Argentinien abfertigen, sondern muss sie über die Falklandinseln versenden. Im Antarktisvertrag ist der Hafen als Historische Stätte HSM-61 ausgezeichnet. Er ist eine der beliebtesten Touristenattraktionen in der Antarktis. Die Einnahmen aus dem kleinen Souvenirladen finanzieren die Erhaltung des Ortes und anderer historischer Plätze und Monumente in Antarktika.
Auf der Goudier-Insel werden die Auswirkungen von Tourismus, der pro Tag auf maximal drei Kreuzfahrtschiffe mit jeweils maximal 500 Passagieren – von denen nur jeweils 60 gleichzeitig an Land sein dürfen – beschränkt ist, auf Pinguine getestet. Ein Teil der Insel ist für die Touristen zugänglich, die nur auf festgelegten Pfaden und in begrenzten Gebieten gehen dürfen. Der größere Teil bleibt zum Schutz der Pinguine gesperrt. Bis jetzt zeigen die Resultate, dass der Tourismus einen eher positiven Effekt auf die Pinguine hat, möglicherweise dadurch, dass die Anwesenheit von Menschen Raubmöwen verjagt, antarktische Vögel, die Pinguinküken und -eier erbeuten.